# Trick & Kubic
Trick & Kubic ist das gemeinsame Musikprojekt der beiden Prenzlauer DJs Frank Hermann und Lars Niekisch.

## Hintergrund
Hermann und Niekisch begannen 2002 in dem Berliner Techno-Club Tresor aufzulegen. Im Herbst 2004 erschien unter dem Titel Can't Stop die erste gemeinsame Maxi-Single. Mit ihrer zweiten Produktion Orbital Dance Machine wurden Trick & Kubic weltweit auf der von Fatboy Slim produzierten Kompilation Bondi Beach: New Year’s Eve '06 vertrieben.
Im Februar 2006 erschien der Titel Easy. Er fand unter anderem in der Castingshow Germany’s Next Topmodel und später in einem Werbeclip des Modelabels Oui mit dem Gewinnermodel Lena Gercke Verwendung. Daraufhin gelang den beiden im Juli 2006 mit dem Track der Sprung in die deutschen Charts.

## Diskografie (Auswahl)

### Mix-CDs
- 2007: Kiddaz.FM Mix Series 005: Trick & Kubic (Kiddaz FM)

### Singles & EPs
- 2004: Can't Stop (Great Stuff Recordings)
- 2005: Orbital Dance Machine (Great Stuff Recordings)
- 2005: High (Sonntag Music)
- 2006: Easy feat. Valeska (Great Stuff Recordings)
- 2007: Doggie Dance EP (Great Stuff Recordings)
- 2007: Believe/Container (Great Stuff Recordings)
- 2008: Nunsdorf City (Killa Beat Recordings)
- 2008: Near (BlackFoxMusic)